# Élections générales irlandaises de 1992
L’élection générale irlandaise de 1992 s'est tenue le 25 novembre 1992. 165 des 166 députés sont élus et siègent au Dáil Éireann.

## Mode de scrutin
Les élections générales irlandaises se tiennent suivant un scrutin proportionnel plurinominal avec scrutin à vote unique transférable. Elles ont lieu dans 43 circonscriptions électorales et concernent 165 des 166 sièges. En effet, le Ceann Comhairle, qui préside le Dáil Éireann, est automatiquement réélu, conformément à l'article 16, alinéa 6, de la Constitution.

## Résultats
|                                                                          |                                  |           |       |      |        |               |  |  |  |  |  |  |  |  |
| Parti                                                                    | Parti                            | Voix      | %     | +/-  | Sièges | +/-           |  |  |  |  |  |  |  |  |
|                                                                          | Fianna Fáil                      | 674 650   | 39,11 | 5,04 | 68     | 9             |  |  |  |  |  |  |  |  |
|                                                                          | Fine Gael                        | 422 106   | 24,47 | 4,82 | 45     | 10            |  |  |  |  |  |  |  |  |
|                                                                          | Parti travailliste               | 333 013   | 19,31 | 9,83 | 33     | 18            |  |  |  |  |  |  |  |  |
|                                                                          | Démocrates progressistes         | 80 787    | 4,68  | 0,81 | 10     | 4             |  |  |  |  |  |  |  |  |
|                                                                          | Gauche démocratique              | 47 945    | 2,78  | Nv.  | 4      | 4             |  |  |  |  |  |  |  |  |
|                                                                          | Sinn Féin                        | 27 809    | 1,61  | 0,40 | 0      | en stagnation |  |  |  |  |  |  |  |  |
|                                                                          | Parti vert                       | 24 110    | 1,40  | 0,10 | 1      | en stagnation |  |  |  |  |  |  |  |  |
|                                                                          | Parti des travailleurs d'Irlande | 11 533    | 0,67  | 4,30 | 0      | 7             |  |  |  |  |  |  |  |  |
|                                                                          | Parti chrétien centriste         | 3 413     | 0,20  | Nv.  | 0      | en stagnation |  |  |  |  |  |  |  |  |
|                                                                          | Indépendants                     | 99 487    | 5,77  | 2,46 | 5      | 1             |  |  |  |  |  |  |  |  |
|                                                                          |                                  |           |       |      |        |               |  |  |  |  |  |  |  |  |
| Suffrages exprimés                                                       | Suffrages exprimés               | 1 724 853 | 98,49 |      |        |               |  |  |  |  |  |  |  |  |
| Votes blancs et nuls                                                     | Votes blancs et nuls             | 26 498    | 1,51  |      |        |               |  |  |  |  |  |  |  |  |
| Total                                                                    | Total                            | 1 751 351 | 100   | -    | 166    | en stagnation |  |  |  |  |  |  |  |  |
| Abstention                                                               | Abstention                       | 805 685   | 31,51 |      |        |               |  |  |  |  |  |  |  |  |
| Inscrits/Participation                                                   | Inscrits/Participation           | 2 557 036 | 68,49 |      |        |               |  |  |  |  |  |  |  |  |
| Un gouvernement de coalition Fianna Fáil - Parti travailliste est formé. |                                  |           |       |      |        |               |  |  |  |  |  |  |  |  |

Dans les indépendants figure Fianna Fáil indépendant (5 248 suffrages, 1 siège), et le Ceann Comhairle, automatiquement réélu. 
En 1994, le parti travailliste quitte la coalition après plusieurs scandales dans l'industrie du bœuf. Une nouvelle coalition (Rainbow Coalition) se met alors en place entre Fine Gael, le parti travailliste et la gauche démocratique. Cette coalition arrive au pouvoir grâce à la victoire de ces partis à 3 élections partielles.

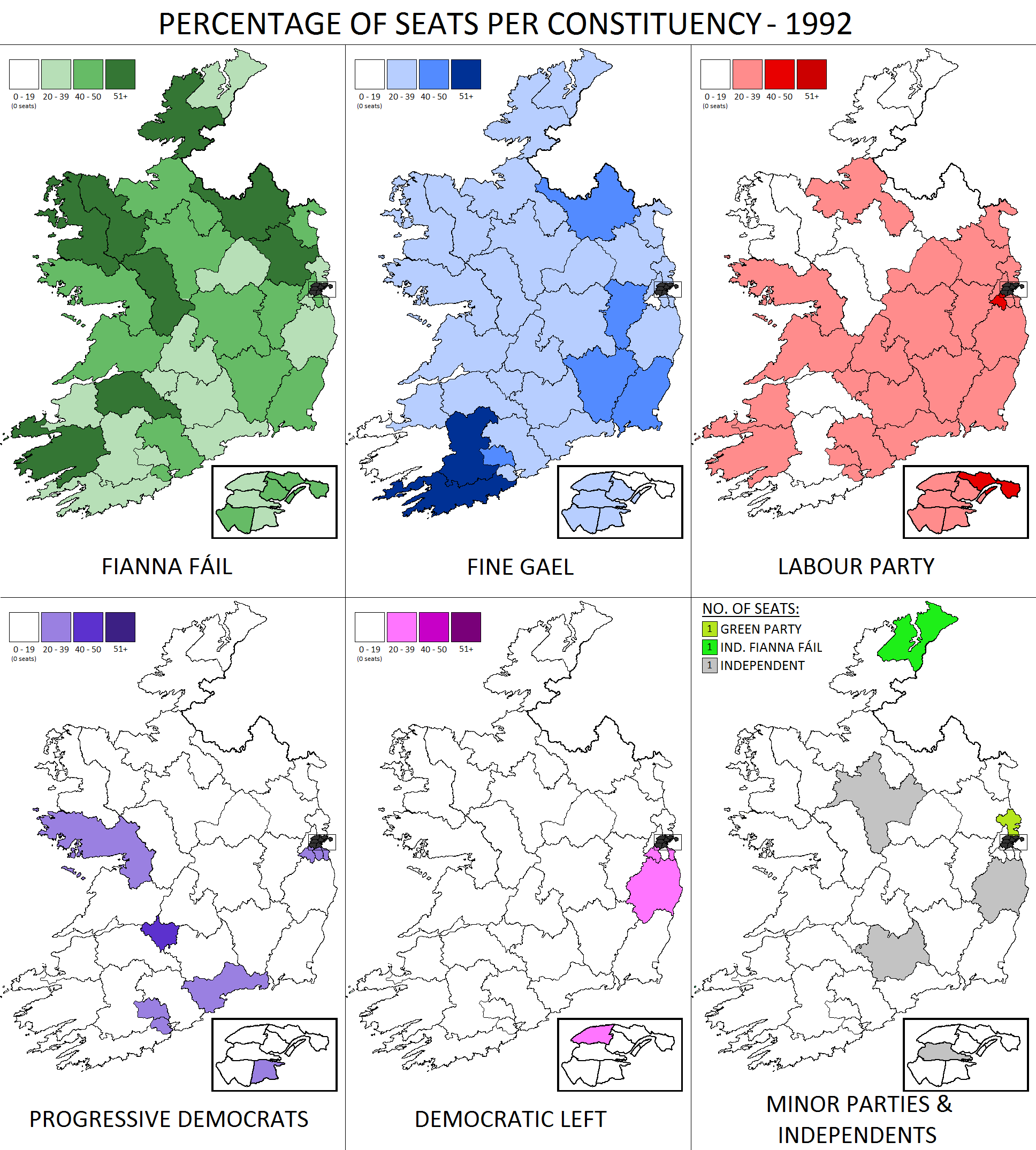
Résultats par circonscription